# موتونوبو اوگینو
موتونوبو اوگینو (ژاپنی: 荻野 元伸؛ زادهٔ ۲۷ ژوئن ۲۰۰۲) یک بازیکن فوتبال اهل ژاپن است.
از باشگاه‌هایی که در آن بازی کرده‌است می‌توان به باشگاه فوتبال گامبا اوساکا اشاره کرد.